# André Lafosse
 (juillet 2020).
Si vous disposez d'ouvrages ou d'articles de référence ou si vous connaissez des sites web de qualité traitant du thème abordé ici, merci de compléter l'article en donnant les références utiles à sa vérifiabilité et en les liant à la section « Notes et références ».
André Lafosse (Marly-le-Roi, 13 mars 1890 - Paris, 8 mars 1975) est un tromboniste français, soliste et professeur reconnu.
Lafosse est né le 13 mars 1890 à Marly-le-Roi, dans une famille de musiciens. Il commence le trombone dans la classe de Joannès Rochut avant d’obtenir en 1908 le premier prix aux Conservatoire national de musique et de déclamation. Il entre à l’Opéra-Comique puis à l’Opéra de Paris vers 1920 et ne le quitte qu’en 1949 pour se consacrer à sa classe au Conservatoire national de musique. Il a également été soliste de l'Orchestre Lamoureux.
Il est le frère de Marcel Lafosse (1895-1969) qui joua la deuxième trompette dans le Boston Symphony Orchestra de 1928 jusqu'au milieu des années 1950.

## Enseignement
Il a tout d'abord été professeur assistant d'Henri Couillaud au Conservatoire national supérieur de musique avant de prendre sa suite de 1948 à 1960.
Il a écrit la Méthode complète pour le trombone en 3 volumes publiées en 1921 (les deux premiers volumes) et 1946 (le troisième).
Bien que d’autres méthodes pour trombones aient été écrites, celle-ci reste une référence pour tous les trombonistes professionnels. La méthode se focalise sur la justesse. Dans cette méthode, Lafosse décrit les vibratos comme « vulgaires » et les glissandi d’un « goût douteux ». La méthode est conçue pour les trombones ténors simples, seulement 3 pages en index étant dédiées au trombone basse. Quelques chapitres postérieurs à la première édition sont consacrés aux techniques de glissandi et de sourdines, mais Lafosse reste néanmoins assez hostile au jazz.
En 1946, il effectue les transcriptions des suites pour violoncelle de Johann Sebastian Bach.

## Compositions
Il a composé une pièce pour quintette de cuivres et percussion intitulé Suite Brève et une autre pour quatuor de trombones Suite impromptue en quatre mouvements (« Épithalame », « Marche », « Élégie » et « Mouvement »).

## Enregistrements
Dans les années 1920 et 1930 il enregistra en orchestre avec Stravinsky. Il fut ainsi le tromboniste soliste dans l'enregistrement de Stravinsky de Pulcinella en 1928 et il interpréta avec Raphaël Delbos l’Octuor pour instruments à vent (1923) de Stravinsky.
Dans ces enregistrements, Lafosse joua les notes staccato alors que des glissandos figurent sur la partition. Stravinsky dirigea et enregistra plusieurs fois cette pièce à cette époque et tous les autres enregistrements sont joués avec les glissandos. Cela serait dû aux enseignements plus stricts des conservatoires européens qui ne voulaient pas entendre parler du jazz.
Lafosse participa également au premier enregistrement (édition Grammophon) du Boléro de Ravel en 1930 à Paris avec l’Orchestre Lamoureux.
Les glissandos de Lafosse ne sont pas interprétés comme le voulait la partition. Lafosse était réticent à utiliser les techniques de jazz alors que Ravel s’était inspiré du tromboniste de jazz Leo Arnaud. L’approche de Lafosse était trop rigide et classique, bien qu’il ait un son clair et des attaques élégantes. Ceci est dû aux trombones français de l’époque dont les pavillons étaient moins larges que ceux utilisés dans le jazz.

## Hommage
Le morceau de concours pour le conservatoire de Paris de 1950, Choral, cadence et fugato d'Henri Dutilleux, est dédié à André Lafosse.

## Anciens élèves membres de grands orchestres français
- Marc Steckar
- Marcel Dumont
- Vinko Globokar
- André Vaïsse, père de Joël Vaïsse
- Amédé Grivillers